# ÚVOD

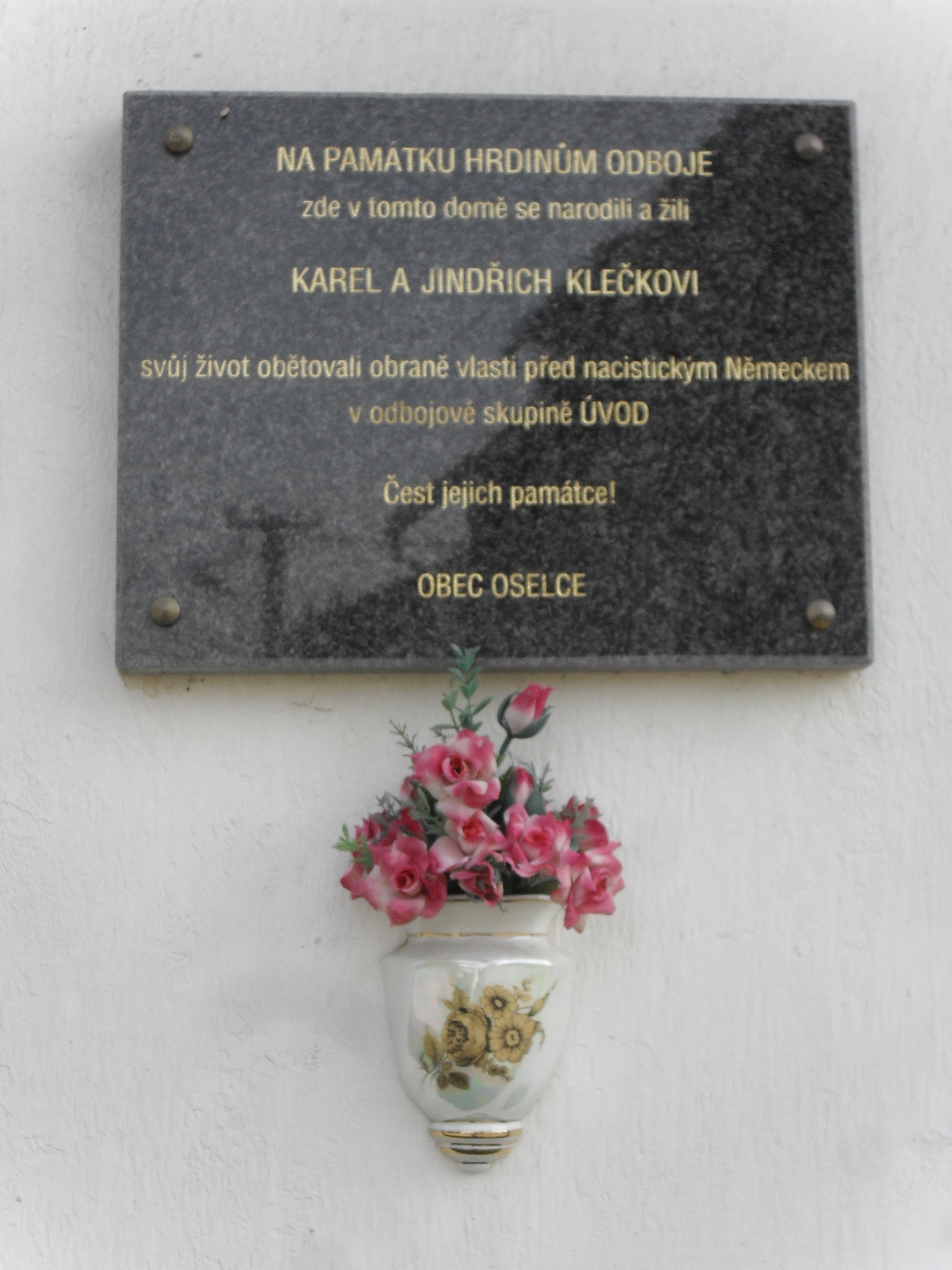
Denkmal in Oselce.

Der ÚVOD (tschechisch Ústřední vedení odboje domácího; deutsch Zentrale Leitung des Widerstands in der Heimat a)) war eine Dachorganisation der nationalen, nicht-kommunistischen tschechoslowakischen Widerstandsgruppen im Protektorat Böhmen und Mähren gegen die nationalsozialistische Besetzung Böhmens und Mährens. ÚVOD ist ein Apronym und bedeutet Einleitung oder Vorwort.

## Geschichte
Der ÚVOD wurde Anfang 1940 von den drei großen nicht-kommunistischen Widerstandsgruppen in Böhmen gegründet, die je zwei Vertreter in den Koordinierungsausschuss entsandten. Die Hauptaufgabe des Dachverbandes war die Koordinierung der Aktivitäten des Widerstandes im Protektorat. Gründungsorganisationen waren:
- Obrana národa (ON, deutsch: Verteidigung der Nation), aus der tschechoslowakischen Armee hervorgegangen
- Petiční výbor Věrni zůstaneme (PVVZ, deutsch: Petitionsausschuss „Wir bleiben treu“), sozialdemokratisch dominiert
- Politické ústředí (PÚ, deutsch: Politische Zentrale)

Außer diesen drei großen Widerstandsgruppen haben sich dem ÚVOD auch andere kleinere Gruppen angeschlossen wie Jindra (eine Gruppe der verbotenen Turnbewegung Sokol, repräsentiert durch Ladislav Vaněk) oder Parsifal (geleitet vom Politiker und Diplomaten Arnošt Heidrich).
Die Gründung des ÚVOD geschah „auf den Ruinen von früheren Widerstandsgruppen“. Unter der militärischen Führung von Oberst Josef Churavý gelang am 22. März 1940 die Wiederherstellung der Funkverbindung mit der tschechoslowakischen Exilregierung in London, die von nun an regelmäßig bestand. Großbritannien lieferte Funkgeräte und weitere Ausrüstung zum Aufbau und Betrieb von zwei Funkstationen (Sparta I und Sparta II), über die zwischen April 1940 und Mai 1941 mehr als 6000 Nachrichten gesendet wurden. Die Funkstationen wurden schließlich durch Gestapo-Agenten entdeckt und ausgehoben.
Die Exilregierung erteilte dem ÚVOD auch Anweisungen. So stellte der ÚVOD die Kommunikation zwischen der Exilregierung und einigen Regierungsmitgliedern im Protektorat sicher, über Alois Eliáš indirekt auch mit dem Präsidenten Emil Hácha. Zwischen 1940 und 1941 bauten ÚVOD-Mitglieder umfangreiche nachrichtendienstliche Netzwerke auf, und gaben die so gewonnenen geheimen Informationen an die Exilregierung in London sowie an die Westalliierten weiter, damit indirekt auch an die Sowjetunion.
Die politischen Ziele des ÚVOD für eine befreite Tschechoslowakei stimmten mit den Zielen der tschechoslowakischen Exilregierung weitgehend überein, und umfassten:
- Eine geeinte, unabhängige Tschechoslowakei
- „Demokratischer Sozialismus“ und Demokratie in der Wirtschaft
- Ausweisung der Sudetendeutschen

Uneinigkeit bestand mit der Exilregierung über die Art des Widerstandes. Edvard Beneš forderte unter dem Eindruck des um seine Existenz kämpfenden Englands sichtbare Zeichen des entschlossenen Widerstandes im Protektorat, auch mit Mitteln der Gewalt gegen die deutschen Besatzer. Teile des ÚVOD wollten hingegen den Widerstand auf Nachrichtengewinnung, Sabotage und Propaganda beschränken; Gewalt sollte maximal gegen tschechische Kollaborateure angewendet werden, nicht jedoch gegen Deutsche (diese Debatte endete mit dem Attentat auf Reinhard Heydrich am 27. Mai 1942).
Im September 1941 bildete der ÚVOD zusammen mit der illegalen Führung der Kommunistischen Partei der Tschechoslowakei (KSČ) das Zentrale Nationale Revolutionskomitee (ÚNRV, tschechisch Ústřední národní revoluční výbor) als gemeinsames Instrument des kommunistischen und nichtkommunistischen Widerstandes.
Nach der Ernennung von SS-Obergruppenführer Reinhard Heydrich zum stellvertretenden Reichsprotektor im September 1941 verschlechterte sich die Lage für den ÚVOD zusehends. Mit der Verhaftung von Vladimír Krajina im Januar 1943 endete die Tätigkeit des ÚVOD praktisch. Im September 1942 gründeten ON und PVVZ unter dem Namen Přípravný revoluční národní výbor (PRNV, Revolutionäres nationales Vorbereitungskomitee) eine neue konspirative Organisation, die aber erst 1944 nach der alliierten Landung in der Normandie aktiv wurde, dann unter dem Namen Rada tří (Rat der Drei). Rada tří (oder R3) gilt als offizielle Nachfolgeorganisation des ÚVOD.

## Mitglieder

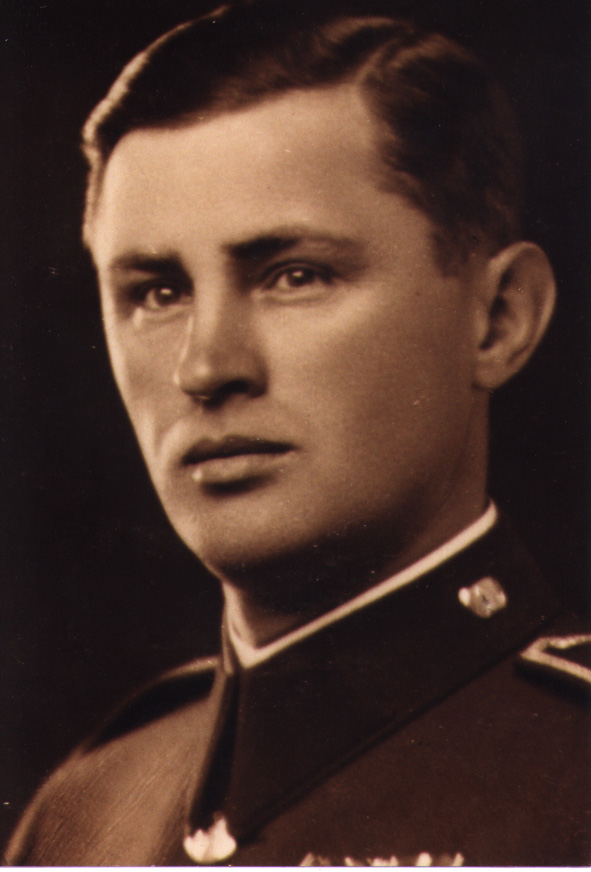
Josef Mašín

Die Zusammensetzung des ÚVOD veränderte sich ständig, da viele Mitglieder durch deutsche Sicherheitskräfte verhaftet und meist hingerichtet wurden. Bekannte Mitglieder des ÚVOD waren:
Für die ON
- Josef Churavý (1894–1942), tschechischer Oberst und Professor an der Militärakademie,[7] im Oktober 1941 von den Deutschen verhaftet und am 30. Juni 1942 hingerichtet.
- Josef Balabán (1894–1941), tschechischer Oberstleutnant, organisierte zusammen mit Mašín und Morávek den Nachrichtendienst des ÚVOD, im April 1941 von den Deutschen verhaftet und am 3. Oktober 1941 hingerichtet.
- Josef Mašín (1896–1942), tschechischer Oberstleutnant, 1940 für mehrere Sabotageakte in Deutschland verantwortlich, darunter eine Explosion auf dem Anhalter Bahnhof. Im Mai 1941 von den Deutschen verhaftet und am 30. Juni 1942 hingerichtet. Mašín war der Vater der Mašín-Brüder.
- Václav Morávek (1904–1942), tschechischer Hauptmann im Generalstab, wurde in einem Feuergefecht mit der Gestapo am 11. März 1942 erschossen.

Eine Gruppe von Balabán, Mašín und Morávek wurde auch als die Drei Könige (tschechisch Tři králové) bezeichnet.
Für den PVVZ
- František Andršt (1907–1941), Arbeiter und Mitglied der ČSSD. Nach der Besetzung Leiter der PVVZ, Deckname Malina.[8] Im April 1941 von den Deutschen verhaftet, am 30. September 1941 hingerichtet.
- Volfgang Jankovec (1896–1944), tschechischer Sozialdemokrat, Journalist und Englischlehrer an einer Wirtschaftsschule. Führungsmitglied des PVVZ. Im Dezember 1941 von den Deutschen verhaftet und am 20. Dezember 1944 hingerichtet.

Für die PÚ
- Antonín Pešl (1891–1942), Journalist, im Ersten Weltkrieg Mitgründer der Tschechoslowakischen Legionen an der italienischen Front, später Chefredakteur. Gründungsmitglied des ÚVOD, Deckname Šimek.[9] Im September 1940 von den Deutschen verhaftet, am 22. Dezember 1942 hingerichtet.
- Václav Holý (1900–1941), Mitarbeiter der tschechischen Volkswohlfahrt (Sociální péče) und Funktionär der ČSSD. Im April 1941 von den Deutschen verhaftet, am 30. September 1941 hingerichtet.
- Vladimír Krajina (1905–1993), Professor für Botanik an der Karls-Universität. Im Januar 1943 verhaftet, überlebte den Krieg als „Prominentenhäftling“ im KZ Theresienstadt. Ab 1945 Generalsekretär der antikommunistischen Partei ČSNS und Mitglied im tschechoslowakischen Parlament. Emigrierte 1948 nach Kanada.